# Ferrari FXX K
Der FXX K ist ein Supersportwagen ohne Straßenzulassung und ohne FIA-Homologation mit Hybridantrieb des italienischen Sportwagenherstellers Ferrari, der von 2015 bis 2017 in einer limitierten Kleinserie gebaut wurde. Er basiert auf dem straßenzugelassenen LaFerrari und ist der Nachfolger des FXX, der auf dem Enzo Ferrari basierte.

## Technik
Der FXX K wurde Ende 2014 auf dem Yas Marina Circuit in Abu Dhabi vorgestellt. Bei der Namensgebung wurde nach der Bezeichnung des Vorgängermodells FXX der Buchstabe K für Kinetic Energy Recovery System (KERS) angefügt. Das aus der Formel 1 bekannte Bremsenergierückgewinnungssystem setzt auf Knopfdruck elektrische Energie in zusätzliche Leistung um. Die Stückzahl war auf 32 Exemplare begrenzt.

## Technische Daten

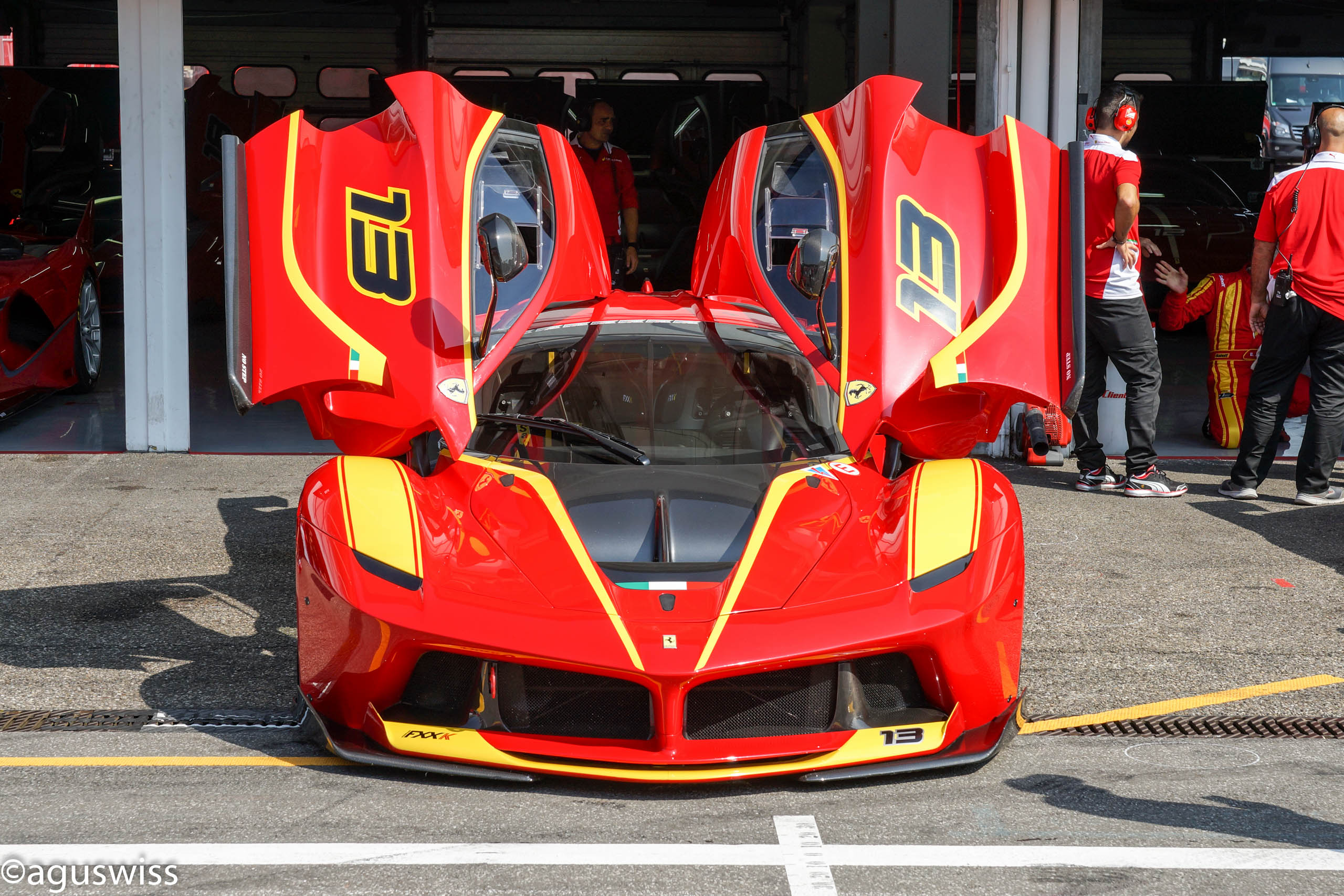
Frontansicht
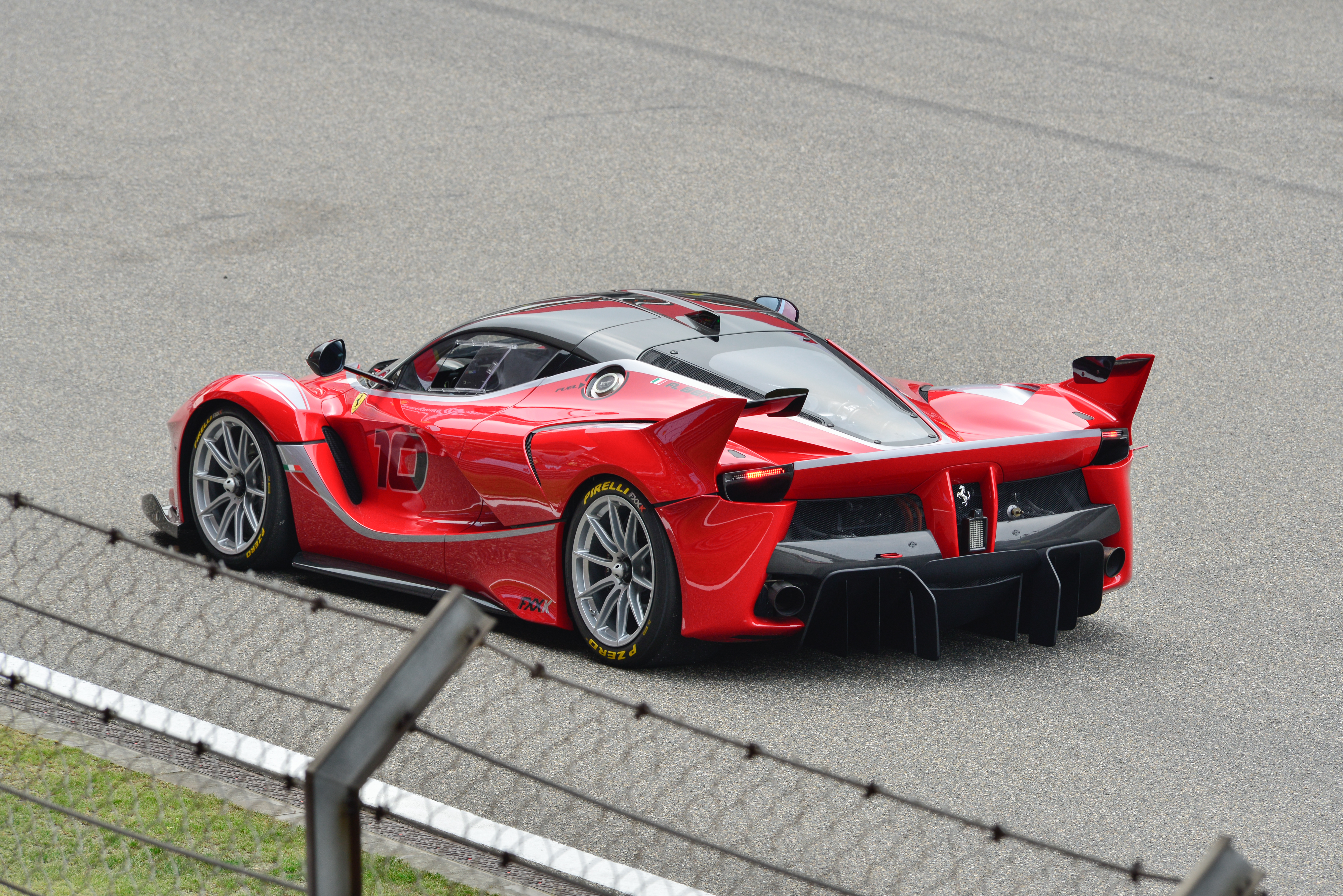
Heckansicht
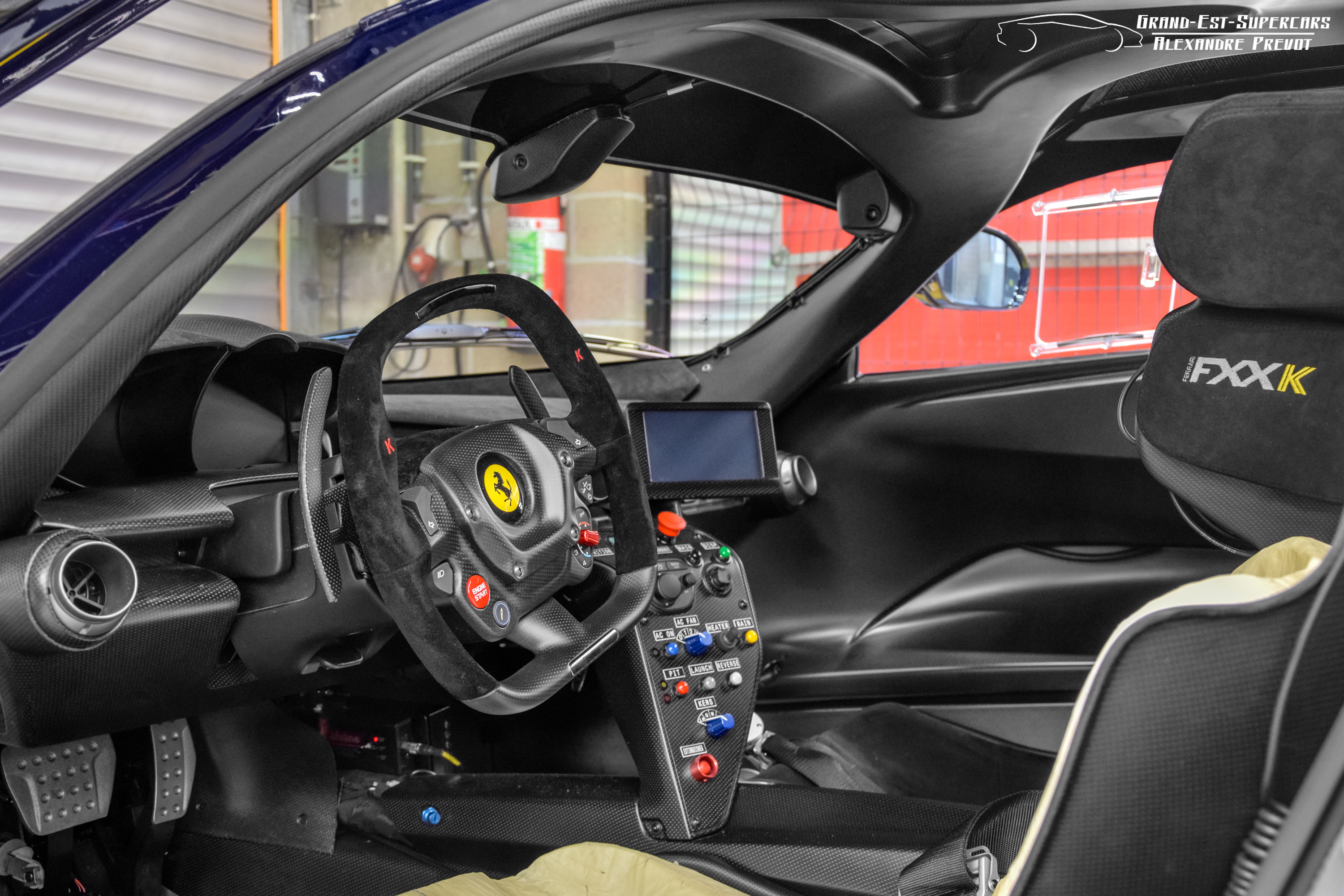
Innenraum

|                                      | Ferrari FXX K                          |
| ------------------------------------ | -------------------------------------- |
| Bauzeitraum                          | 2015–2017                              |
| Motorbauart                          | Zwölfzylinder-V-Motor + Elektromotor   |
| Hubraum Ottomotor                    | 6262 cm²                               |
| Bohrung × Hub                        | 94,0 mm × 75,2 mm                      |
| Leistung Ottomotor                   | 632 kW (860 PS) bei 9200/min           |
| Spezifische Leistung (Literleistung) | 101,0 kW/l (137,3 PS/l)                |
| Leistung Elektromotor                | 140 kW (190 PS)                        |
| Leistung Ottomotor + Elektromotor    | 772 kW (1050 PS)                       |
| Drehmoment Ottomotor + Elektromotor  | über 900 Nm                            |
| Antrieb                              | Hinterrad                              |
| Getriebe                             | Sequenzielles 7-Gang-Getriebe          |
| Bremsen                              | innenbelüftete Keramik-Scheibenbremsen |
| Leergewicht                          | 1165 kg                                |
| Reifentyp                            | Michelin-Slicks                        |

- Frontansicht
- Heckansicht
- Innenraum

## Ferrari FXX-K Evo
Mit dem Ferrari FXX K Evo wurde 2017 eine modifizierte Variante mit verbesserter Aerodynamik vorgestellt.

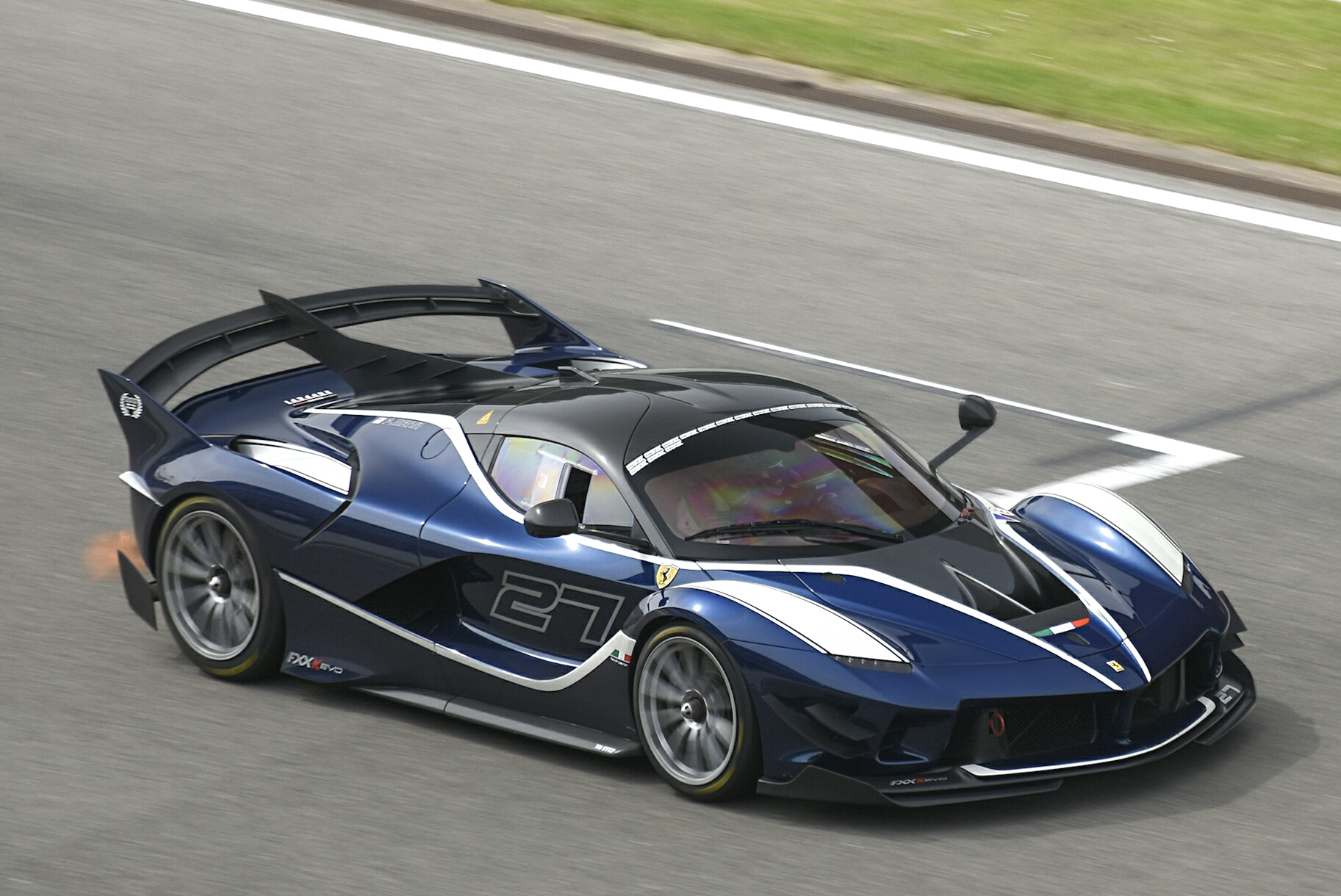
Frontansicht
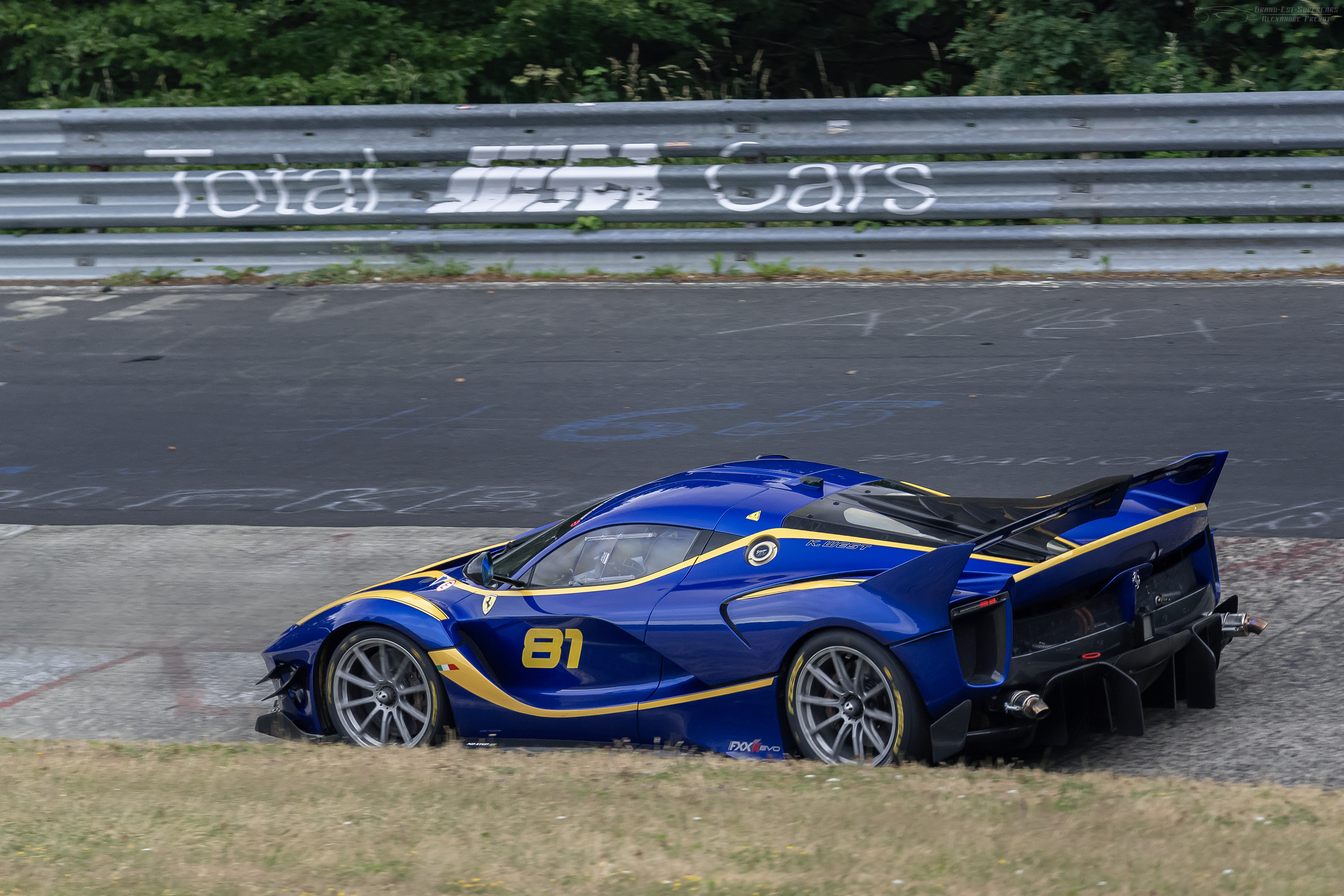
Seitenansicht

## Konkurrenzumfeld
- Aston Martin Valkyrie AMR Pro
- Red Bull Racing RB17
- Bugatti Bolide
- Lamborghini Essenza SCV12
- McLaren Solus GT
- McLaren Senna GTR